# Рейс, Харли
Харли Лиланд Рейс (англ. Harley Leland Race, 11 апреля 1943, Куитмен, Миссури — 1 августа 2019, Сент-Чарльз, Миссури) — американский рестлер, промоутер и тренер в рестлинге.
Рейс выступал в National Wrestling Alliance (NWA), American Wrestling Association (AWA), World Wrestling Federation (WWF, ныне WWE) и World Championship Wrestling (WCW). Он был девятикратным чемпионом мира, один раз выиграв чемпион мира в тяжелом весе WWA, восемь раз — чемпиона мира NWA в тяжёлом весе, а также был первым чемпионом Соединённых Штатов NWA в тяжёлом весе.
Рейс — один из шести человек, которые были введены в Зал славы WWE, Зал славы NWA, Зал славы WCW, Зал славы рестлинга и Зал славы Wrestling Observer Newsletter.

## Ранняя жизнь
Рейс рано стал поклонником рестлинга, смотря передачи с близлежащей территории Чикаго по канану DuMont Television Network. Преодолев в детстве полиомиелит, он начал тренироваться рестлингу в подростковом возрасте под руководством бывших чемпионов мира Станислава и Владека Збышко, которые держали ферму в его родном Миссури. Во время учёбы в средней школе ссора с одноклассником привела к тому, что директор школы ударил Рейса коленом по затылку, когда тот пытался разнять драку. Разъяренный Рейс напал на него, в результате чего его исключили из школы. Имея рост 185 см и вес 102 кг, Рейс решил начать свою карьеру в рестлинге. Затем Рейс стал водителем Хэппи Хамфри, который в то время был слишком крупным для вождения.

## Личная жизнь
Рейс родился в семье издольщиков Джея Аллена Рейса и Мэри Рейс в 1943 году. Рейс женился на своей первой жене, Вивиан Джонс, в 1960 году. Она умерла через пять недель после их свадьбы в той же автокатастрофе, в которой Рейс едва не потерял ногу. Вскоре после смерти Вивиан Рейс женился на Сандре Джонс, о которой он вскользь упомянул в своей автобиографии 2004 года «Король ринга». От этого второго брака родилась дочь, Кэндис Мари, и он закончился разводом. Его третья жена, Эвон, развелась с ним в начале 1990-х годов после более чем 30 лет брака. Вместе у них родился сын Джастин, который был борцом, но никогда не участвовал в рестлинге. Его четвёртая жена, Беверли (Би Джей), была вице-президентом Коммерческого банка Канзас-Сити. Они поженились в конце 1995 года, вскоре после автокатастрофы, завершившей карьеру Рейса. Она часто путешествовала с Рейсом, пока не умерла от пневмонии. У Рейса было пять внуков.
Рейс продолжал управлять World League Wrestling (WLW) и своим рестлинг-лагерем в Элдоне, Миссури. Позже он перевел бизнес в город Трой. Многие из его учеников были отправлены в японский промоушен NOAH для получения дополнительного опыта. С годами ему потребовалась операция на шее, замена тазобедренного сустава, замена коленного сустава, а пять позвонков в его спине срослись из-за многолетних сильных ударов. В мае 2017 года он сломал обе ноги при падении у себя дома, причем одну в нескольких местах. Во время операции ему потребовалось четыре переливания крови. Рейс продолжал рекламировать WLW до самой смерти, находясь на реабилитации.

### Болезнь и смерть
1 марта 2019 года близкий друг Рейса Рик Флэр объявил, что у Рейса диагностирована последняя стадия рака легких. Через день промоутер CWFH Дэйв Маркес заявил, что, хотя у Рейса действительно диагностирован рак легких, он не является неизлечимым. 1 августа 2019 года давний друг Дастин Роудс сообщил, что Рейс умер от рака легких в возрасте 76 лет. Он был похоронен рядом со своими родителями и братом в Куитмене, Миссури.

## Титулы и достижения
- All Japan Pro Wrestling

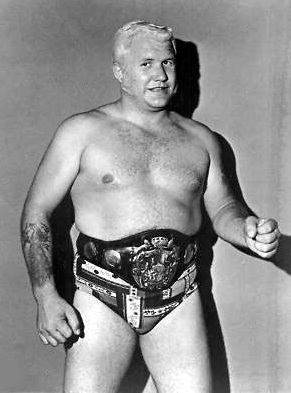
8-кратный чемпион мира NWA в тяжёлом весе Харли Рейс с поясом «Корона» во время своего первого чемпионства в 1973 году

  - Объединённый национальный чемпион NWA (1 раз)
  - Чемпион мира в тяжёлом весе PWF (1 раз)
- All Star Pro-Wrestling (Новая Зеландия)
  - Чемпион мира в тяжёлом весе NWA (1 раз)
- American Wrestling Association
  - Командный чемпион мира AWA (3 раза) — c Ларри Хеннигом (Хеннига сменил Крис Маркофф во время последнего чемпионства)
  - Командный чемпион Среднего Запада AWA (1) — c Дейлом Льюисом (1)
- Cauliflower Alley Club
  - Премия «Железного» Майка Мазурки (2006)
- Central States Wrestling
  - Чемпион Центральных Штатов NWA в тяжелом весе (9 раза)
  - Североамериканский командный чемпион NWA (версия Центральных Штатов) (2 раза) — c Бароном фон Рашке (1), Роджером Кирби (1)
  - Чемпион мира в тяжёлом весе NWA (7 раза)
  - Командный чемпион мира NWA (версия Центральных Штатов) (1 раз) — c Пэтом О’Коннором
- Championship Wrestling from Florida
  - Командный чемпион Флориды NWA (3 раза) — c Роджером Кирби (2), Бобом Рупом (1)
  - Чемпион Юга в тяжелом весе NWA (версия Флориды) (1 раз)
  - Чемпион Соединённых Штатов NWA в тяжёлом весе (Среднеатлантическая версия) (1 раз)1[7]
  - Чемпион мира в тяжёлом весе NWA (1 раз)
- George Tragos/Lou Thesz Professional Wrestling Hall of Fame
  - С 2005 года
- NWA Mid-America
  - Чемпион Средней Америки в тяжелом весе NWA (2 раза)
- Eastern Sports Association
  - Чемпион Северной Америки в тяжелом весе IW (1 раз)
- Georgia Championship Wrestling
  - Чемпион Джорджии в тяжелом весе NWA (1 раз)
  - Командный чемпион Мэйкона NWA (1 раз) — c Бадди Кольтом
  - Чемпион мира в тяжёлом весе NWA (1 раз)
- Maple Leaf Wrestling
  - Чемпион мира в тяжёлом весе NWA (1 раз)
- Missouri Sports Hall of Fame
  - С 2013 года
- National Wrestling Alliance
  - Чемпион мира в тяжёлом весе NWA (8 раз)
  - Зал славы NWA (с 2005 года)
- NWA Hollywood Wrestling
  - Королевская битва в Лос-Анджелесе (1969)
- Pro Wrestling Illustrated
  - Матч года (1973) пр. Дори Фанки-младшего, 24 мая
  - Матч года (1979) пр. Дасти Роудса, 21 августа
  - Матч года (1983) пр. Рика Флэра, 10 июня
  - Премия Стэнли Уэстона (2006)
  - Рестлер года (1979, 1983)
- Зал славы и музей рестлинга
  - C 2004 года
  - С 2017 года — введен в составе команды c Ларри «Топором» Хеннигом
- St. Louis Wrestling Club
  - Чемпион Миссури в тяжелом весе NWA (7 раза)
  - Чемпион мира в тяжёлом весе NWA (1 раз)
- Stampede Wrestling
  - Чемпион Северной Америки в тяжелом весе Stampede (1 раз)
  - Зал славы Stampede Wrestling (c 1995 года)[8]
- St. Louis Wrestling Hall of Fame
  - С 2007 года
- Tokyo Sports
  - Матч года (1978) пр. Джамбо Тсуруты, 20 января
- World Championship Wrestling (Австралия)
  - Командный чемпион мира IWA (1 раз) — c Ларри Хеннигом
- World Championship Wrestling
  - Зал славы WCW (с 1994 года)
- World Wrestling Association
  - Чемпион мира в тяжёлом весе WWA (1 раз)
- World Wrestling Council
  - Карибский чемпион в тяжелом весе WWC (1 раз)
- World Wrestling Federation/Entertainment
  - Король ринга (1986)
  - Мемориальный турнир Сэма Мучника (1986)
  - Зал славы WWE (с 2004 года)
  - Награды Slammy (2 раза)
    - Лучшая одежда для ринга (1987)
    - Стипендиальная премия Бобби «Мозга» Хинана (1987)
- Wrestling Observer Newsletter
  - Матч года (1983) пр. Рика Флэра на Starrcade
  - Рестлер года (1980, 1981)
  - Зал славы Wrestling Observer Newsletter (с 1996 года)